# The Erotic Witch Project
Pour plus de détails, voir Fiche technique et Distribution.
The Erotic Witch Project (Le Projet Sorcière érotique) est une tétralogie américaine de vidéofilms produite par Seduction Cinema et réalisée par John Bacchus et Terry West entre les années 2000 et 2005.

## The Erotic Witch Project 1
Synopsis no 1
Trois superbes étudiantes entrent dans le bois de Bacchusville dans le New Jersey, à la recherche de la légendaire « sorcière érotique ». Caméra à la main, pour immortaliser leur éventuelle découverte, Darian, Katie et Victoria n'ont pas peur des pouvoirs surnaturels de la sorcière aux sorts érotiques.
Quels inconvénients pourraient-elles subir ? Après tout, les filles avaient laissé derrière elles leurs petits amis.
Deux semaines plus tard, leur court métrage est retrouvé et porté aux autorités.
Fiche technique no 1
- Titre original : The Erotic Witch Project
- Réalisateur : John Bacchus
- Scénario : John Bacchus, Clancy Fitzsimmons et Joe Ned
- Société : Seduction Cinema
- Genre : aventure, fantastique, horreur, comédie, érotique
- Langue : Anglais
- Format : Couleurs
- Durée : 78 minutes
- Pays :  États-Unis
- Date de sortie : 10 février 2000 aux États-Unis

Distribution no 1
- Darian Caine : Darian
- Laurie Wallace : Katie
- Victoria Vega : Victoria
- John Bacchus : l'interviewé
- Joe Ned : le Gorille
- James Magee
- John Link
- Jeffrey Faoro
- Michael Raso

## The Erotic Witch Project 2
Synopsis n° 2
Lorsque les trois belles collégiennes Darian, Katie et Victoria ont disparu dans le bois de Bacchusville après avoir succombé aux pouvoirs lesbiens de la mythique sorcière érotique, les autorités ont estimé qu'elles ne seraient jamais retrouvées vivantes, mais certainement plus hétérosexuelles. Pourtant, on retrouve Darian à l'institut Khan pour malades mentaux. Mais elle est possédée par la sorcière érotique.
Doctoresses, infirmières, patientes... toutes les femmes vont succomber à la luxure spontanée déclenchée par la sorcière.
Fiche technique n° 2
- Titre complet : Erotic Witch Project 2: Book of Seduction
- Réalisateur : John Bacchus
- Scénario : John Bacchus
- Société : Seduction Cinema
- Genre : fantastique, horreur, érotique
- Langue : Anglais
- Format : Couleurs
- Durée : 74 minutes
- Pays :  États-Unis
- Date de sortie : mai 2000 aux États-Unis

Distribution n° 2
- A. J. Khan : doctoresse A.J. Khan
- Darian Caine : Darian
- Katie Jordan : Barbara
- Rio : Dee Dee
- Allanah Rhodes : patiente dans le coma
- John Bacchus
- John Paul Fedele
- Jeffrey Faoro
- Michael R. Thomas
- William Hellfire
- Kimbo

## The Erotic Witch Project 3
Witchbabe fait référence à la série télévisée Witchblade.
Synopsis n° 3
Helena Pottsworth, sorcière recluse dans cette ville puritaine du New Jersey en l'an 1800, ne peut plus contenir ses désirs lesbiens.
En utilisant un peu de magie noire et beaucoup de sensualité hypnotique, elle va lancer une révolution sexuelle.
Aucune femme n'est à l'abri de la sorcière, et certainement pas la femme du maire, Diane, sexuellement refoulée.
Fiche technique n° 3
- Titre complet : Witchbabe: The Erotic Witch Project 3
- Réalisateur : Terry West
- Scénario : Terry West
- Société : Seduction Cinema
- Genre : aventure, fantastique, horreur, érotique
- Langue : Anglais
- Format : Couleurs
- Durée : 75 minutes
- Pays :  États-Unis
- Date de sortie :
  - États-Unis : 3 décembre 2001
- Classification :
  - Royaume-Uni : interdit aux moins de 18 ans[1]

Distribution n° 3
- Laurie Wallace : Diane
- Misty Mundae : Amy
- Darian Caine : Karen
- Debbie Rochon : Nans
- Paige Richards : Helena
- Barbara Joyce : mademoiselle Chaste
- Ruby Larocca : Lucy
- John Paul Fedele : le maire Rudolf
- Lora Renee
- Peter Quarry
- Dan Schwab
- Michael R. Thomas
- Julian Wells

## The Erotic Witch Project 4
Synopsis n° 4
En l'an 2069, trois femmes astronautes voyagent dans le temps jusqu'en 1999.
Elles ont pour mission de trouver un remède à la sorcière érotique fléau de la séduction féminine et de la débauche orgiaque lesbienne qui a englouti la terre et qui conduit la civilisation au bord de la destruction.
Une fois sur terre, exposées aux pouvoir surnaturel de la sorcière, les trois femmes seront-elles en mesure de sauver le monde
ou bien leurs désirs refoulés se libèrerons et nous entraînera dans le chaos ?
Fiche technique n° 4
- Titre complet : Lust in Space: The Erotic Witch Project IV
- Réalisateur : John Bacchus
- Scénario : John Bacchus & Michael Raso
- Société : Seduction Cinema
- Genre : science-fiction, comédie, érotique
- Langue : Anglais
- Format : Couleurs
- Durée : 85 minutes
- Pays :  États-Unis
- Date de sortie : 2005 aux États-Unis

Distribution n° 4
- A. J. Khan : la colonel Khan
- Darian Caine : la capitaine Caine
- Alexia Moore : la doctoresse Davis
- Duane Polcou : la Championne
- Brian Bishop : l'officier Seamus
- Bethany Lott : Kitty Carter
- Jackie Stevens : Dusty Evans
- John Bacchus : Cleavus, le péquenaud
- John Paul Fedele : Johnny, le péquenaud
- Jimmy Glad
- Jimmy Doyle
- Joe